# Hada melanographa
Hada melanographa är en fjärilsart som beskrevs av Zoltan Varga 1973. Hada melanographa ingår i släktet Hada och familjen nattflyn. Inga underarter finns listade i Catalogue of Life.